# Шерк, Шон
Шон Кит Шерк (англ. Sean Keith Sherk; род. 5 августа 1973, Сент-Франсис) — американский боец смешанного стиля, представитель лёгкой и полусредней весовых категорий. Выступал на профессиональном уровне в период 1999—2010 годов, известен прежде всего по участию в турнирах бойцовской организации UFC, где владел титулом чемпиона в лёгком весе. Выступал также в Pride FC, Pancrase, KOTC и многих других организациях.

## Биография
Шон Шерк родился 5 августа 1973 года в городе Сент-Франсис штата Миннесота. С семилетнего возраста занимался борьбой и силовой подготовкой, к одиннадцати годам уже провёл в борьбе более 400 поединков. Начиная с 1994 года проходил подготовку в Миннесотской академии боевых искусств под руководством тренера Грега Нельсона, изучал бокс, шут-реслинг и муай-тай.

### Начало профессиональной карьеры
Дебютировал в смешанных единоборствах на профессиональном уровне в июне 1999 года, дрался в различных небольших промоушенах США, во всех случаях выходил из поединков победителем. Имея в послужном списке десять побед, в том числе две победы над достаточно сильным бойцом Каро Парисяном, привлёк к себе внимание крупнейшей американской бойцовской организации Ultimate Fighting Championship.

### Ultimate Fighting Championship
Впервые вышел в октагон UFC в феврале 2001 года — его соперник Тики Гон во втором раунде вывихнул плечо и вынужден был сдаться.
Прежде чем провести в UFC следующий бой, Шерк одержал ещё несколько побед в сторонних организациях, выступил на турнире King of the Cage, подрался в японском промоушене Pancrase, где в поединке с местным бойцом Киумой Куниоку по истечении всего отведённого времени судьи зафиксировали ничью.
Оставаясь всё это время непобеждённым бойцом, в 2002 году Шерк возобновил отношения с UFC, выиграв у таких бойцов как Ютаро Накао и Бенджи Радах. Благодаря череде удачных выступлений в 2003 году он удостоился права оспорить титул чемпиона в полусредней весовой категории, который на тот момент принадлежал Мэтту Хьюзу. Противостояние между ними продлилось все пять раундов, Хьюз выиграл единогласным решением судей и в четвёртый раз защитил свой чемпионский пояс, а Шерк таким образом потерпел первое в профессиональной карьере поражение.

### Pride Fighting Championships
После поражения Шерк некоторое время дрался в менее престижных промоушенах, а в 2004 году подписал контракт с крупнейшей японской организацией Pride Fighting Championships и успешно дебютировал здесь, выиграв единогласным решением у местного бойца Рюки Уэямы. Тем не менее, это выступление оказалось для него единственным в «Прайде». Несмотря на большую популярность в Японии, из-за семьи и медицинской страховки ему было неудобно каждый раз путешествовать сюда, поэтому он принял решение связать свою дальнейшую карьеру с небольшими американскими промоушенами. Также, как отмечено на его официальном сайте, именно японским болельщикам он обязан своим прозвищем «Мускулистая акула» (The Muscle Shark).

### Возвращение в UFC
К 2005 году Шон Шерк довёл количество своих побед до 31 при одном единственном поражении, что способствовало его возвращению в UFC. Однако возвращение началось с проигрыша техническим нокаутом Жоржу Сен-Пьеру.
В 2006 году Шерк выиграл единогласным решением у Ника Диаса и спустился в лёгкую весовую категорию, чтобы оспорить ставший вакантным чемпионский пояс. Победил другого претендента Кенни Флориана по очкам и забрал чемпионский пояс себе, получив дополнительно бонус за лучший бой вечера. Позже выяснилось, что Шерк дрался в этом бою с разрывом вращательной манжеты плеча и затем вынужден был проходить длительную физическую реабилитацию.
Защиту полученного чемпионского пояса Шерк провёл в июле 2007 года, взяв верх по очкам над бразильцем Эрмисом Франсой. Тем не менее, вскоре стало известно, что он провалил допинг-тест, сделанный за день до боя — в его пробе были обнаружены следы анаболического стероида нандролона в концентрации 12 нг/мл. В итоге Атлетическая комиссия штата Калифорния отстранила его от участия в соревнованиях на год и назначила ему штраф в размере 2500 долларов. Боец был не согласен с этим и подал апелляцию, в которой указывал на допущенные процедурные нарушения — проводившая тест лаборатория Quest Diagnostics и Атлетическая комиссия Калифорнии не приняли его возражения, хотя срок дисквалификации всё же был сокращён до шести месяцев. Руководствуясь заключением атлетической комиссии, организация UFC объявила о лишении Шерка чемпионского титула.

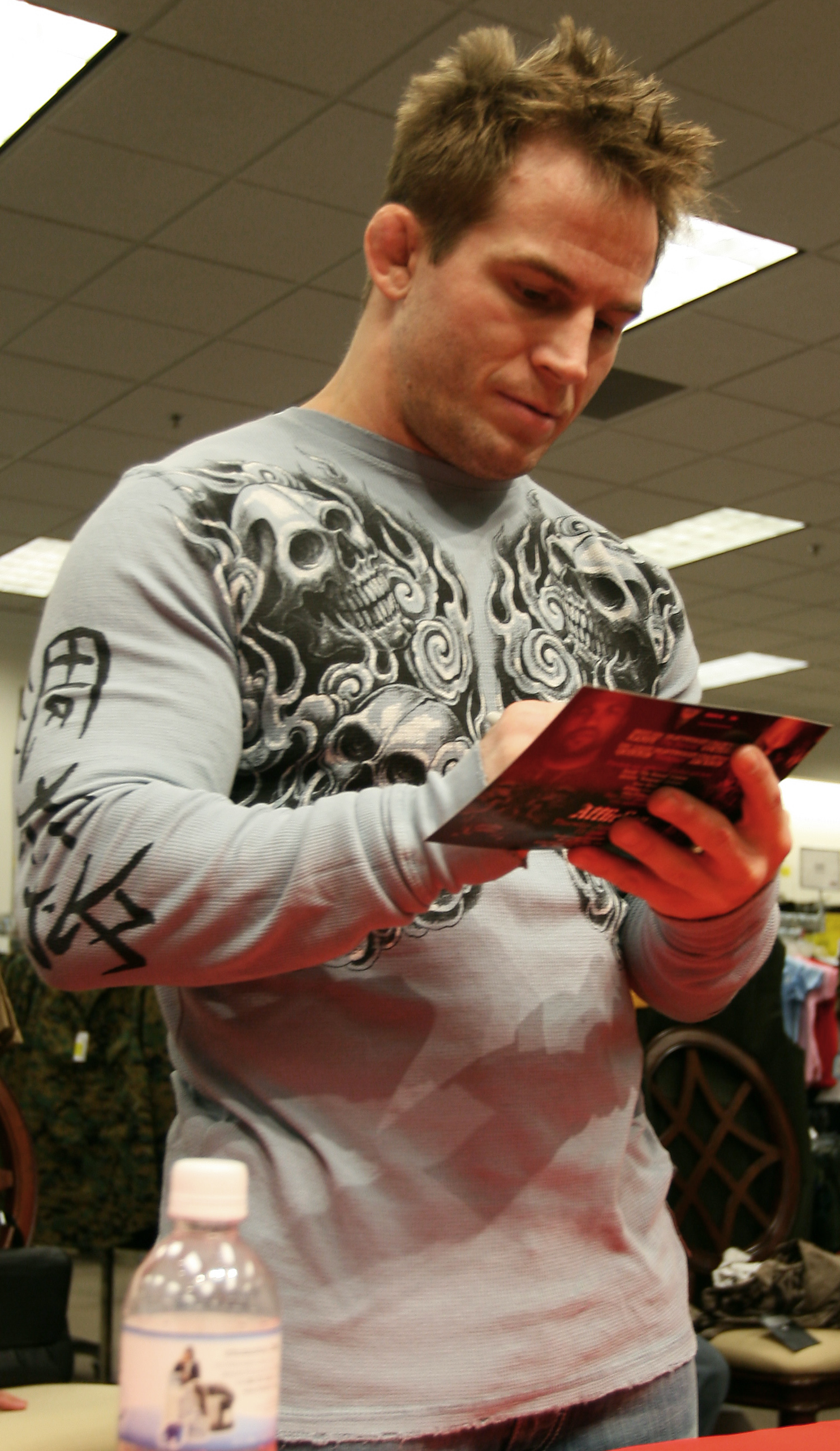
Шерк на встрече с болельщиками в 2008 году

Ставший вакантным чемпионский пояс разыграли между Би Джей Пенном и Джо Стивенсоном, и Пенн выиграл. Сразу после боя Дэйна Уайт заявил, что следующим претендентом на титул станет Шон Шерк, который на тот момент уже отбыл дисквалификацию и с апреля 2008 года благополучно проходил все допинг-тесты. В мае запланированный чемпионский бой действительно состоялся, но Шерк проиграл Пенну техническим нокаутом, не сумев выйти на четвёртый раунд.
В октябре 2008 года в напряжённом поединке единогласным решением выиграл у Тайсона Гриффина, получив награду за лучший бой вечера.
В мае 2009 года встретился с будущим чемпионом Фрэнки Эдгаром и уступил ему единогласным решением. После боя у него вновь возникли проблемы с атлетической комиссией — он покинул арену сразу после окончания поединка, хотя должен был сдавать мочу на анализ. Офицер комиссии Кит Кайзер связался с ним и потребовал немедленно вернуться, пригрозив лишением бойцовской лицензии. Шерк вернулся в течение часа и прошёл тест, его проба оказалась чистой, но за этот инцидент он всё же был наказан отстранением на 45 дней.
Несколько раз матчмейкеры назначали ему бои, но каждый раз он снимался с турниров из-за травм — среди соперников рассматривались Глейсон Тибау, Рафаэлу Оливейра, Джим Миллер, Клей Гвида. Наконец, после 16-месячного перерыва в сентябре 2010 года он всё-таки вышел в клетку против Эвана Данэма и выиграл раздельным решением, удостоившись премии за лучший бой вечера.
Планировалось возвращение Шерка в октагон осенью 2011 года, однако из-за накопившихся травм он так и не появился в клетке. В октябре 2012 года боец вновь посетовал на травмы и назвал возможной датой своего возвращения начало 2013 года. Однако в сентябре 2013 года в интервью порталу MMA fighting он фактически объявил о завершении спортивной карьеры. В феврале 2016 года он сообщил о намерении встретиться с легендарным Ройсом Грейси в рамках организации Bellator, при этом на вопрос о возможном возвращении в UFC ответил отрицательно.

### Дальнейшая жизнь
В настоящее время бывший чемпион UFC в легком весе Шон Шерк владеет бизнесом в сфере недвижимости. Женат, воспитывает двоих сыновей.

## Статистика в профессиональном ММА
| Боёв 41  | Побед 36 | Поражений 4 |
| -------- | -------- | ----------- |
| Нокаутом | 8        | 2           |
| Сдачей   | 13       | 0           |
| Решением | 15       | 2           |
| Ничьи    | 1        | 1           |

| Результат | Рекорд | Соперник            | Способ                       | Турнир                                           | Дата             | Раунд | Время | Место              | Примечание                                                                                  |
| --------- | ------ | ------------------- | ---------------------------- | ------------------------------------------------ | ---------------- | ----- | ----- | ------------------ | ------------------------------------------------------------------------------------------- |
| Победа    | 36-4-1 | Эван Данэм          | Раздельное решение           | UFC 119                                          | 25 сентября 2010 | 3     | 5:00  | Индианаполис, США  | Бой вечера.                                                                                 |
| Поражение | 35-4-1 | Фрэнки Эдгар        | Единогласное решение         | UFC 98                                           | 23 мая 2009      | 3     | 5:00  | Лас-Вегас, США     |                                                                                             |
| Победа    | 35-3-1 | Тайсон Гриффин      | Единогласное решение         | UFC 90                                           | 25 октября 2008  | 3     | 5:00  | Роузмонт, США      | Бой вечера.                                                                                 |
| Поражение | 34-3-1 | Би Джей Пенн        | TKO (удары)                  | UFC 84                                           | 24 мая 2008      | 3     | 5:00  | Лас-Вегас, США     | Бой за титул чемпиона UFC в лёгком весе.                                                    |
| Победа    | 34-2-1 | Эрмис Франса        | Единогласное решение         | UFC 73                                           | 7 июля 2007      | 5     | 5:00  | Сакраменто, США    | Защитил титул чемпиона UFC в лёгком весе, но был лишён его из-за проваленного допинг-теста. |
| Победа    | 33-2-1 | Кенни Флориан       | Единогласное решение         | UFC 64: Unstoppable                              | 14 октября 2006  | 5     | 5:00  | Лас-Вегас, США     | Выиграл вакантный титул чемпиона UFC в лёгком весе; Бой вечера.                             |
| Победа    | 32-2-1 | Ник Диас            | Единогласное решение         | UFC 59: Reality Check                            | 15 апреля 2006   | 3     | 5:00  | Анахайм, США       |                                                                                             |
| Поражение | 31-2-1 | Жорж Сен-Пьер       | TKO (удары)                  | UFC 56                                           | 19 ноября 2005   | 2     | 2:53  | Лас-Вегас, США     |                                                                                             |
| Победа    | 31-1-1 | Джоэл Блантон       | Сдача (удушение сзади)       | BP: Pride and Glory                              | 17 сентября 2005 | 1     | 2:02  | Джорджия, США      |                                                                                             |
| Победа    | 30-1-1 | Ли Кинг             | Сдача (треугольник руками)   | Extreme Challenge 60                             | 12 ноября 2004   | 1     | 2:20  | Медайна, США       |                                                                                             |
| Победа    | 29-1-1 | Броди Фарбер        | Сдача (гильотина)            | SF 6: Battleground in Reno                       | 23 сентября 2004 | 1     | 0:55  | Рино, США          |                                                                                             |
| Победа    | 28-1-1 | Дарин Брудиган      | Сдача (треугольник руками)   | Cage Fighting Xtreme 2                           | 4 сентября 2004  | 1     | 1:30  | Брейнерд, США      |                                                                                             |
| Победа    | 27-1-1 | Джеральд Стребендт  | TKO (удары руками)           | Extreme Challenge 58                             | 11 июня 2004     | 1     | 3:52  | Медайна, США       |                                                                                             |
| Победа    | 26-1-1 | Эрик Хайнц          | Сдача (ущемление шеи)        | Pride and Fury                                   | 3 июня 2004      | 1     | 0:58  | Уорли, США         |                                                                                             |
| Победа    | 25-1-1 | Джейк Шорт          | Сдача (удушение сзади)       | ICC: Trials 2                                    | 30 апреля 2004   | 1     | 2:51  | Миннесота, США     |                                                                                             |
| Победа    | 24-1-1 | Калео Падилла       | Сдача (ущемление шеи)        | You Think You’re Tough                           | 17 апреля 2004   | 2     | 1:17  | Каилуа-Кона, США   |                                                                                             |
| Победа    | 23-1-1 | Рюки Уэяма          | Единогласное решение         | Pride Bushido 2                                  | 15 февраля 2004  | 2     | 5:00  | Иокогама, Япония   |                                                                                             |
| Победа    | 22-1-1 | Чарльз Диас         | Сдача (американа)            | EP: XXXtreme Impact                              | 28 декабря 2003  | 2     | 0:58  | Тихуана, Мексика   |                                                                                             |
| Победа    | 21-1-1 | Марк Лонг           | Сдача (удары руками)         | Extreme Combat                                   | 12 декабря 2003  | 1     | 0:42  | Фридли, США        |                                                                                             |
| Победа    | 20-1-1 | Джон Александр      | TKO (удары руками)           | Extreme Combat                                   | 2 августа 2003   | 1     | 1:57  | Анока, США         |                                                                                             |
| Поражение | 19-1-1 | Мэтт Хьюз           | Единогласное решение         | UFC 42                                           | 25 апреля 2003   | 5     | 5:00  | Майами, США        | Бой за титул чемпиона UFC в полусреднем весе.                                               |
| Победа    | 19-0-1 | Джон Александр      | Сдача (удушение сзади)       | Extreme Combat 2                                 | 7 декабря 2002   | 1     | 1:28  | Миннеаполис, США   |                                                                                             |
| Победа    | 18-0-1 | Бенджи Радах        | TKO (остановлен врачом)      | UFC 39                                           | 27 сентября 2002 | 1     | 4:16  | Анкасвилл, США     |                                                                                             |
| Победа    | 17-0-1 | Ютаро Какао         | Единогласное решение         | UFC 36                                           | 22 марта 2002    | 3     | 5:00  | Лас-Вегас, США     |                                                                                             |
| Победа    | 16-0-1 | Клаудинор Фонтинелл | Сдача (удушение сзади)       | UCC 6: Redemption                                | 19 октября 2001  | 2     | 1:04  | Монреаль, Канада   |                                                                                             |
| Ничья     | 15-0-1 | Киума Куниоку       | Ничья                        | Pancrase: 2001 Neo-Blood Tournament Second Round | 29 июля 2001     | 3     | 5:00  | Токио, Япония      |                                                                                             |
| Победа    | 15-0   | Кёртис Бригем       | TKO (отказ)                  | UW: St. Paul                                     | 15 июля 2001     | 3     | 1:15  | Сент-Пол, США      |                                                                                             |
| Победа    | 14-0   | Джейсон Парселл     | TKO (удары руками)           | UW: Ultimate Fight Minnesota                     | 2 июня 2001      | 1     | 1:42  | Блумингтон, США    |                                                                                             |
| Победа    | 13-0   | Марти Армендарес    | TKO (удары руками)           | KOTC 8: Bombs Away                               | 29 апреля 2001   | 3     | 2:07  | Уильямс, США       |                                                                                             |
| Победа    | 12-0   | Манвел Гамбурян     | Единогласное решение         | Reality Submission Fighting 3                    | 30 марта 2001    | 1     | 18:00 | Белвилл, США       |                                                                                             |
| Победа    | 11-0   | Тики Гон            | Сдача (травма)               | UFC 30                                           | 23 февраля 2001  | 2     | 4:47  | Атлантик-Сити, США | Гон вывихнул плечо.                                                                         |
| Победа    | 10-0   | Каро Парисян        | TKO (остановлен секундантом) | Reality Submission Fighting 2                    | 5 января 2001    | 1     | 16:20 | Белвилл, США       |                                                                                             |
| Победа    | 9-0    | Кен Перхэм          | Единогласное решение         | Submission Fighting Championships                | 3 ноября 2000    | 2     | 5:00  | Коллинсвилл, США   |                                                                                             |
| Победа    | 8-0    | Каро Парисян        | Единогласное решение         | Reality Submission Fighting 1                    | 10 октября 2000  | 1     | 18:00 | Белвилл, США       |                                                                                             |
| Победа    | 7-0    | Стив Гомм           | Раздельное решение           | Extreme Challenge 28                             | 9 октября 1999   | 1     | 10:00 | Огден, США         |                                                                                             |
| Победа    | 6-0    | Скотт Биллс         | Единогласное решение         | Extreme Challenge 28                             | 9 октября 1999   | 1     | 10:00 | Огден, США         |                                                                                             |
| Победа    | 5-0    | Кёртис Дженсен      | TKO (удары руками)           | Extreme Challenge: Trials                        | 4 октября 1999   | 1     | 1:00  | Мейсон-Сити, США   |                                                                                             |
| Победа    | 4-0    | Джонни Холланд      | Сдача (американа)            | Ultimate Wrestling                               | 13 августа 1999  | 2     | 2:10  | Блумингтон, США    |                                                                                             |
| Победа    | 3-0    | Джо Паун            | Единогласное решение         | Midwest MMA Championship 1                       | 11 июля 1999     | 1     | 15:00 | Клинтон, США       |                                                                                             |
| Победа    | 2-0    | Дин Каглер          | Единогласное решение         | Midwest MMA Championship 1                       | 11 июля 1999     | 1     | 10:00 | Клинтон, США       |                                                                                             |
| Победа    | 1-0    | Роское Остин        | Единогласное решение         | Dangerzone: Mahnomen                             | 19 июня 1999     | 3     | 3:00  | Мономен, США       |                                                                                             |